# Tonquin Pass
Tonquin Pass är ett bergspass i Kanada.   Det ligger i provinsen Alberta, i den centrala delen av landet, 3 200 km väster om huvudstaden Ottawa. Tonquin Pass ligger 1 979 meter över havet.
Terrängen runt Tonquin Pass är kuperad norrut, men söderut är den bergig.Trakten runt Tonquin Pass är nära nog obefolkad, med mindre än två invånare per kvadratkilometer.. Det finns inga samhällen i närheten. 
Trakten runt Tonquin Pass består i huvudsak av gräsmarker.